# Дизуниты
Дизуниты (пол. Dyzunici, буквально — неуниты, то есть те, кто не принял унию) — термин, применявшийся на территории Речи Посполитой к исповедующим православие и духовенству, не принявшему условия Брестской унии (1596). Религиозные диссиденты-дизуниты объявлялись вне закона. Такое положение части населения, преследование и гонения приводили к кровавым конфликтам между униатами и православными. После подписания Вечного мира (1686), Киевская митрополия вошла в юрисдикцию Московского патриархата. Оставшиеся в Речи Посполитой дизуниты использовались как предлог для вмешательства Российской империи во внутреннюю политику этой страны (см. Диссидентский вопрос).